# Dora Maar
Dora Maar, właśc. Heneriette Dora Markovitch (ur. 22 listopada 1907 w Paryżu, zm. 16 lipca 1997 tamże) – fotografka, malarka, poetka.

## Biografia

### Rodzina
Henriette Dora Markovitch była jedyną córką Josepha Markovitcha (1875–1969), chorwackiego architekta, który studiował w Zagrzebiu, Wiedniu i Paryżu, gdzie finalnie osiadł w 1896 roku, oraz pochodzącej z rodziny katolickiej Louise-Julie Voisin (1877–1942) z Cognac (Charente).
W 1910 roku rodzina przeniosła się do Buenos Aires, gdzie ojciec otrzymał kilka zamówień, w tym zaprojektowanie ambasady austriacko-węgierskiej. Za to osiągnięcie został uhonorowany przez cesarza Franciszka Józefa I, mimo że był on „jedynym architektem, który nie zdobył fortuny w Buenos Aires”.